# سیارک ۱۷۹۰۸
سیارک ۱۷۹۰۸ (به انگلیسی: 17908 Chriskuyu، نامگذاری: 1999FL34) هفده‌هزار و نهصد و هشتمین سیارک کشف‌شده است که در ۱۹ مارس ۱۹۹۹ کشف شد.
قدر مطلق سیارک برابر ۱۰.۲ است.